# Assassin's Creed III
Assassin's Creed III é um jogo de ação-aventura produzido pela Ubisoft e publicado pela Ubisoft durante os meses de Outubro e Novembro de 2012 para Wii U, Xbox 360, PlayStation 3 e Microsoft Windows . É o quinto jogo principal da série Assassin's Creed e o seu terceiro título numerado. Assassin's Creed III é a continuação direta de Assassin's Creed: Revelations de 2011.
O enredo decorre de uma história fictícia dentro de eventos reais e segue a batalha ancestral entre os Assassinos, que lutam pela liberdade, e os Templários, que desejam controlar a humanidade. A trama se desenrola no século XXI onde Desmond Miles, o protagonista da série, com a ajuda de uma máquina conhecida como Animus, revive as memórias dos seus ancestrais para o ajudar a descobrir uma maneira de prevenir o Apocalipse de 2012. A história principal se desenrola antes, durante e depois da Revolução Americana entre 1765 e 1783 e segue o ancestral de Desmond, de ascendência mohawk e inglesa, Ratonhnhaké:ton,também conhecido como Connor, enquanto ele luta contra as tentativas dos Templários de controlar a nova nação.
O jogo se foca principalmente no uso das técnicas de combate e de infiltração para eliminar alvos e explorar o ambiente. Como Connor, o jogador pode explorar livremente o ambiente do século XVIII de Boston, Nova Iorque e da América selvagem, bem como completar missões secundárias sem ligação à história principal. O jogo também tem uma componente multijogador, o que permite aos jogadores competirem online, sozinhos ou em objectivos de equipes. Utiliza um novo motor de jogo, o Anvil Next; construído de raiz, foi dito na altura que utiliza toda a capacidade dos sistemas e que conseguia dar "uma experiência Assassin's Creed da próxima geração".
Foi bem recebido pela crítica, com as análises, na sua maioria, positivas. Os sites de críticas agregadas GameRankings e Metacritic deram à versão PlayStation 3 85.56% e 85/100, à versão Xbox 360 84.92% e 84/100 e à versão Wii U 83.00% e 85/100, respectivamente. Os elogios se focaram principalmente sobre os gráficos, a história, o ambiente em mundo-aberto e o multijogador. As críticas foram, sobretudo, sobre alguns erros encontrados, as demasiadas missões e objetivos secundários e que o jogo, além de fugir às suas raízes de "assassino", tornou-se também mais linear. Assassin's Creed III foi nomeado para seis prémios da edição de 2012 dos Spike Video Game Awards: "Jogo do Ano", "Melhor Jogo para Xbox 360", "Melhor Jogo para PlayStation 3", "Melhor Jogo de Acção-Aventura", "Melhores Gráficos" e Connor Kenway como "Melhor Personagem". Em Maio de 2013 a Ubisoft informou que o jogo já tinha vendido mais de 12.5 milhões de cópias. Assassin's Creed III também foi alvo de controvérsia e polémica, devido ao marketing utilizado para o promover. A Ubisoft, particularmente a sua subsidiária franco-canadiana Ubisoft Montreal, teve de afastar várias acusações crescentes sobre supostos conteúdos tendenciosos antibritânicos e pró-americanos.
A 4 de Março de 2013, a Ubisoft anunciou que o jogo seria seguido por uma prequela, Assassin's Creed IV: Black Flag, editada em Outubro de 2013.

## Jogabilidade

Connor lutando com um grupo de casacas vermelhas. Assassin's Creed III tem novas características, como a possibilidade de caçar e de manejar duas armas ao mesmo tempo.

O jogo apresenta uma passagem de tempo realista, passando por estações como inverno e verão bem definidas. Os personagens também irão responder às mudanças climáticas de maneira realista. Para transitar nos variados ambientes, o jogador conta com habilidades parkour, podendo escalar construções, subir e se esconder em árvores, além de se pendurar em cipós e cordas, o que não era possível até Assassin's Creed: Revelations. Uma grande adição ao jogo em relação aos seus antecessores é um novo sistema de caça, onde, por meio de um sistema de stealth, permite ao jogador caçar animais selvagens, para que sua pele seja trocada por dinheiro, mas, também, ele pode ser atacado por animais ferozes como lobos, ursos, etc. O sistema de comércio e propriedade do jogo continua presente, permitindo ao jogador comprar novos equipamentos e roupas em lojas como ferreiros e artesões.
Com a actualização do motor de jogo para o Anvil 2.0, o sistema de combate sofreu uma grande reforma, contando com centenas de novas animações e batalhas muito mais fluídas, podendo conter mais de cem personagens ao mesmo tempo na tela, colocando o jogador em combates onde rapidez e precisão são essenciais. Assim, o jogador conta com uma gama de novos movimentos, destacando-se a possibilidade de usar inimigos como escudo e a habilidade de empunhar duas armas ao mesmo tempo, o que abre um novo leque de possibilidades, podendo contra-atacar vários inimigos ao mesmo tempo, fazendo uso de uma mira automática, para que os assassinatos possam ser feitos de forma mais dinâmica durante os combates, perseguições e fugas.
O jogador conta com um vasto arsenal, contando desde a icónica Hidden Blade(Lâmina Oculta), até armas ameríndias como o novo tomahawk, arco-e-flecha e facas, além de pistolas de pederneira, mosquetes e uma antiga arma chinesa chamada dardo de corda.

### Multijogador
A 7 de Março de 2012 foi revelado no site Xbox.com que Assassin's Creed III teria um novo modo cooperativo online até quatro jogadores, juntamente com outros modos paralelos já existentes em Revelations ou Brotherhood. No entanto sem manifestação oficial da Ubisoft sobre o modo multijogador.
O multijogador contém 12 modos, num deles, "Domination", os jogadores têm de conquistar e aguentar certos pontos no mapa. O jogador pode escolher o exército britânico e é tudo "controlado" pela Abstergo, assim como em jogos anteriores. As mecânicas usadas no modo de campanha são usadas igualmente no multijogador, portanto os jogadores terão de usar técnicas avançadas de infiltração e de assassinato. Assassinas femininas também estão incluídas, como em Brotherhood e Revelations.
Assassin's Creed III também tem um modo cooperativo com o nome "Wolf Pack". Este modo de jogo permite aos jogadores criarem equipes de até quatro jogadores de forma a trabalharem em conjunto para assassinarem vários alvos, conhecidos como Moles. Existe um total de 25 'sequências', ou 'níveis', onde, ao aumentar o nível, aumentará também a dificuldade.

### Versão Wii U
A versão Wii U de Assassin's Creed III contém outras características. O jogador tem a possibilidade de mudar armas em andamento e o mapa está sempre visível no Wii U Gamepad. A versão Wii U também suporta Remote Play. Com esta característica ligada, o ecrã principal é redireccionado para o Wii U GamePad, o que permite ver TV enquanto outra pessoa continua a jogar.

## Sinopse

### Cenário e personagens
O jogo começa em finais de 2012, após os eventos de Assassin's Creed: Revelations, onde Desmond Miles deve descobrir uma forma de entrar no Grande Templo da primeira civilização a habitar a Terra, assim podendo descobrir uma maneira de impedir a Catástrofe de Toba, uma grande erupção solar que irá varrer a vida do planeta. Para isso ele faz uso da versão 3.0 do Animus, um dispositivo capaz de criar projecções em três dimensões a partir de sequências de memórias de contidas no ADN, para se ligar ao seu ancestral Connor Kenway. Connor Kenway, nascido Ratonhnhaké:ton (pronúncia em inglês: [ˈrəduːn'həgeɪduːn]; "Ra-doon-ha-gay-doon"), é um mestiço de pai britânico e mãe indígena, criado na tribo dos Mohawks que é atraído para a luta contra a tirania, quando a sua tribo é atacada por colonos brancos. O jogo conta 30 anos na vida de Connor, decorrendo entre 1753 e 1783, onde a guerra entre A Irmandade dos Assassinos e a Ordem dos Cavaleiros Templários se mudou para a América Colonial e é focada na Guerra dos Sete Anos e na Revolução Americana, sendo a última a guerra de independência na qual os Estados Unidos se libertaram do domínio britânico. É mostrado um lado mais balanceado da eterna guerra com os templários, pois, de acordo com a Ubisoft, os templários não são “os bandidos“, e realmente acreditam que estão fazendo a coisa certa. O jogador interage com figuras históricas incluindo George Washington, Benjamin Franklin, Thomas Jefferson, Israel Putnam, Marquês de La Fayette, John Pitcairn, William Prescott, Friedrich Wilhelm von Steuben e Charles Lee, participando em grandes momentos da história americana, como o Grande Incêndio de Nova Iorque ou o Inverno de Vale Forge.
Assassin's Creed III ocorre num mundo aberto de jogabilidade não-linear, ambientando na América do século XVIII, na sua maior parte entre Nova Iorque e Boston, além do interior da colónia, que é chamado de Frontier, sendo cerca de 1,5 vezes maior do que o mapa apresentado em Assassin's Creed: Brotherhood. Esta parte do mapa é formada por cidades do interior como Charlestown, Lexington, Concord, a vila dos Mohawks, além de várias outras tribos nativo americanas, com florestas, falésias e rios. A cidade de Filadélfia irá ser visitada durante um ponto no jogo. Assassin's Creed III tem também secções de navegação naval, em que as Caraíbas são uma área explorável com as suas próprias missões, acção, eventos secundários e mapa. Nessa área Connor é capitão de um navio, e pode atacar navios inimigos.

### Enredo
Desmond Miles, o seu pai William, Rebecca e Shaun encontram o Templo numa caverna em Nova Iorque. Desmond activa uma grande parte do equipamento, bem como um temporizador, aparentemente para o evento esperado a 21 de Dezembro de 2012. Ele, então, cai durante uma fuga, ao ponto em que ele é devolvido aos Animus e regressa de volta ao ano de 1754 a um templário seu ancestral na Grã-Bretanha, um nobre chamado Haytham Kenway. Haytham assassina um patrono na Ópera de Londres, roubando um medalhão que se especula ser a chave para um armazém "Aqueles que vieram antes". Haytham então viaja para as colónias americanas para o encontrar. Depois de chegar a Boston, ele é encarregue de encontrar cinco homens fiéis à sua causa: Charles Lee, William Johnson, Thomas Hickey, Benjamin Church e Jonathan Pitcairn. Depois de se encontrar com esses homens, ele mata um comerciante de escravos chamado Silas, libertando um grande grupo de escravos Mohawk no processo. Um dos Mohawks, uma mulher chamada Kaniehti:io (Ziio), concorda em ajudar Haytham, se ele no entanto matar o general Edward Braddock. Depois de persegui-lo, Haytham mata Braddock enquanto este se retira de uma batalha. De seguida, Haytham e Ziio, viajam para o Templo, mas Haytham fica desapontado ao perceber que o medalhão que possui não pode abrir a entrada. Ambos acabam por compartilhar um momento apaixonado no Templo. Algum tempo depois, Haytham regressa a Boston, onde o aprendiz Charles Lee é recrutado como braço-direito de Haytham. Verifica-se contudo, que Haytham e os seus associados são de facto Templários.
De volta ao presente, este evento provoca surpresas a Desmond ao ponto que este ejecta-se do Animus, enquanto a sua mente tenta absorver os fatos. Com a atenção de volta ao Templo, Desmond envolve-se numa breve luta com o seu pai, porque se sente usado, William acaba por esmurrar Desmond num ataque de raiva. Depois das tensões entre a equipa acalmarem, Shaun dá a Desmond uma escolha: explorar o Grande Templo ou voltar para o Animus. O Animus desloca-se até ao ano de 1760, à infância de Ratonhnhaké:ton com a sua tribo Mohawk. Ratonhnhaké:ton é atacado por colonialistas armados, inclusive Charles Lee, que diz a Ratonhnhaké:ton, que deseja falar com os Anciãos da sua aldeia. Ratonhnhaké:ton recusa-se a ajudar e é esmurraçado acabando por desmair. Quando regressa à aldeia, descobre que está toda a arder e a sua mãe, Ziio, presa sobre uma casa que desaba.
Anos mais tarde, o ancião da aldeia conta ao adolescente Ratonhnhaké:ton a razão pela qual ele não pode deixar o vale, porque a sua terra é sagrada, e mostra-lhe uma esfera, que lhe permite comunicar com Juno. Juno informa Ratonhnhaké:ton que a sua tribo são guardiões de um Templo, e os seus cálculos indicam-lhe que, a menos que ele parta, a sua vila será destruída e o seu povo massacrado. Ratonhnhaké:ton viaja por toda a fronteira até chegar ao idoso Achilles Davenport, um Mestre Assassino aposentado. Ele, relutante, recruta Ratonhnhaké:ton na ordem decadente depois de este lhe provar que merece a sua confiança, impedindo a casa de Aquiles de ser invadida por bandidos.

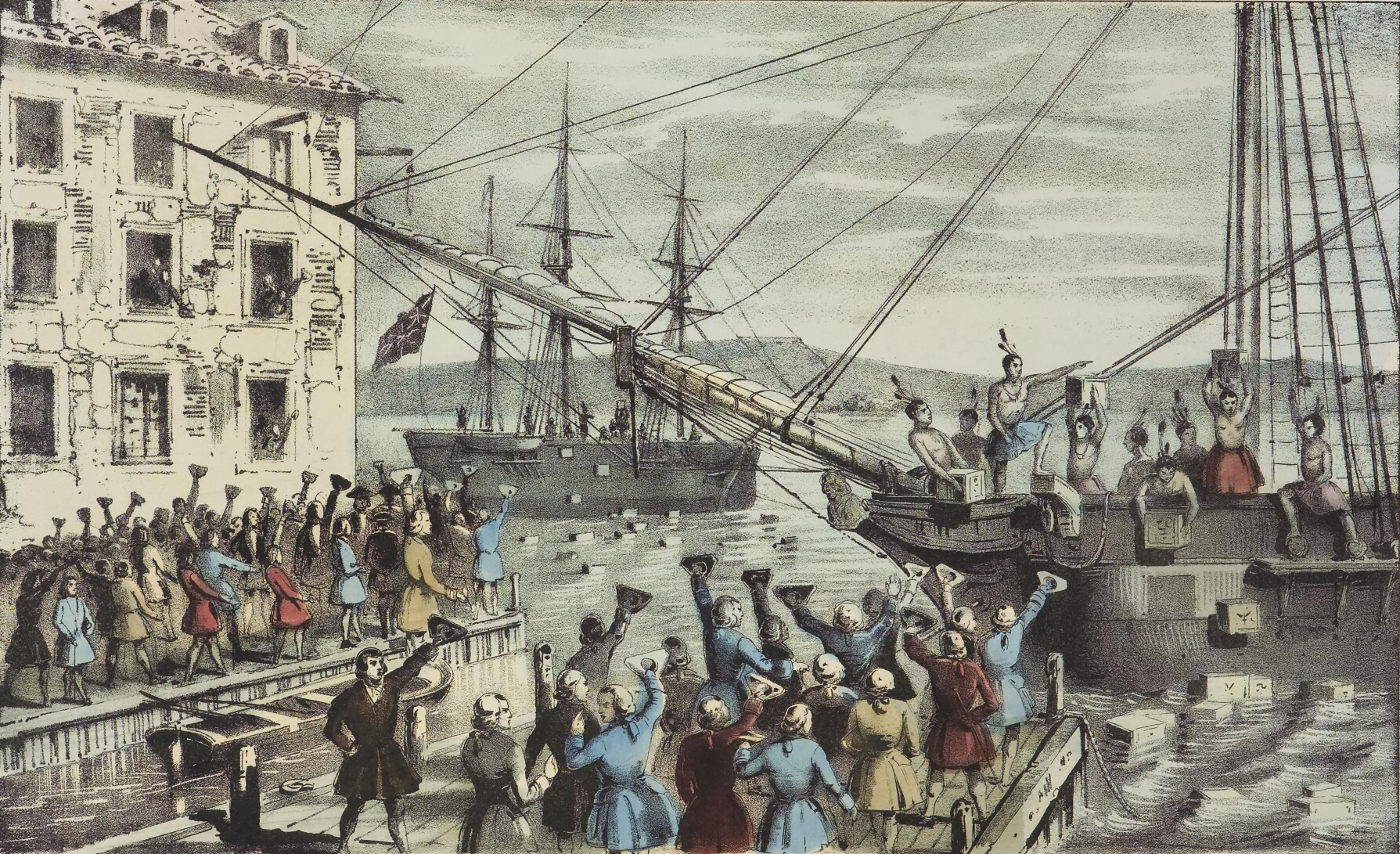
Alguns momentos chave da Revolução Americana, como a Boston Tea Party (1773), são recriados durante a história do jogo.

Passam vários anos de treino. Ratonhnhaké:ton está pronto para eliminar os Templários, incluindo o Grande Mestre Haytham - seu pai. Ratonhnhaké:ton viaja para Boston, onde Aquiles sugere que ele mude o nome, para se mover livremente e de forma mais discreta pelas Colónias. Aquiles sugere-lhe o nome "Connor", e a partir desse momento seria esse o seu pseudónimo. Connor é posteriormente incriminado pelos Templários durante o Massacre de Boston. Enquanto fugia, é salvo por Samuel Adams, que se torna um aliado próximo. Durante este tempo, Connor testemunha uma crescente dissidência entre os colonialistas após a implementação da Lei do Chá, acabando por participar na Festa do Chá de Boston, depois de descobrir que William Johnson está a fazer contrabando de chá britânico para financiar a compra de terras pertencentes à tribo de Connor. Johnson é assassinado ao tentar adquirir as terras à força. A tensão aumenta rapidamente e Connor é posto em acção defendendo Concord nas Batalhas de Lexington e Concord, culminando com o início da Guerra Revolucionária Americana. De seguida, Connor persegue John Pitcairn, que lidera as forças britânicas na Batalha de Bunker Hill. Depois de sobreviver ao fogo de artilharia, Connor põe-se a caminho do acampamento de Pitcairn e assassina-o. Com Pitcairn morto, Connor volta-se para Thomas Hickey que tenha sido enviado por Charles Lee para assassinar George Washington. Connor localiza Hickey em Nova Iorque, mas ambos são capturados e presos. Hickey é libertado por Haytham e Lee. Os Templários decidem culpar Connor sobre o plano de matar Washington, sentenciá-lo à forca sem julgamento e aproveitar assim a oportunidade para, simultaneamente, também assassinar George Washington - matando assim dois coelhos com uma cajadada só. No entanto, Aquiles chega e liberta Connor durante a sua execução. Na confusão que se seguiu, Hickey tenta assassinar Washington, mas Connor elimina Hickey antes do Templário realizar o seu objectivo.
No entanto, o Grão-Mestre, o seu pai, Haytham Kenway e Charles Lee continuam a monte. Connor encontra-se com o pai, e os dois forjam uma trégua e aliança temporária, a fim de eliminar um inimigo comum. Em Vale Forge, Haytham descobriu uma carta revelando que George Washington ordenou a retirada de toda a população indígena, e por isso um número de tribos têm apoiado os Legalistas. Uma das terras a serem expurgados está a aldeia de Connor, apesar da tribo ser completamente neutra. Connor viaja de volta para a sua aldeia, encontrando-a segura, mas vários guerreiros foram recrutados por Charles Lee para lutar contra Patriotas, enviados para erradicar a tribo. Connor neutraliza os guerreiros nativos para evitar o conflito, no entanto o seu amigo de infância Kanen'tó:kon investe contra ele. Sem nenhuma escolha, Connor mata-o. Connor entra cada vez mais em conflito com a sua missão de eliminar os Templários. Tendo trabalhado com sucesso com Haytham, Connor decide tentar convencer o pai juntar-se a ele  numa visão comum de paz e liberdade para todos, depois de Charles Lee ser eliminado. Haytham permanece imóvel e continua a proteger Lee. Connor descobre que Lee foi desonrado por Washington ao tentar sabotar o resultado de uma batalha e refugiou-se em Forte George. Enquanto se infiltra na fortaleza, Connor é interceptado por Haytham. Os dois começam um duelo, e Connor mata-o.
Enquanto isso, Desmond desperta de Animus, a fim de recuperar células de energia cruciais no processo de explorar o templo e descobrir a solução para salvar o mundo. Essas missões levam Desmond para locais como Manhattan, Estados Unidos ou São Paulo, Brasil. Ele encontra Daniel Cruz, um templário responsável por quase ter acabado com a Ordem dos Assassinos em 2000 ao matar o seu Mentor. Quando a célula de energia final é localizada, William oferece-se para recuperá-lo, em vez de Desmond, que continua a procurar a chave de memórias de Connor. No entanto, William é capturado por Abstergo e mantido numa unidade de Abstergo em Roma, a mesma unidade onde Desmond foi mantido anteriormente. Desmond infiltra-se na instalação e mata Cruz e Vidic, salvando o seu pai. Dentro do Animus, Connor persegue e mata Charles Lee. Com o objectivo de erradicar os Templários coloniais realizado, Connor leva o medalhão e regressa à sua aldeia Mohawk apenas para descobrir que os habitantes foram movidos pelo novo governo do presidente Washington. Ele fica aliviado ao encontrar a Esfera que foi deixada de propósito para ele. A partir da Esfera, Juno diz-lhe que deve esconder o medalhão onde ninguém possa encontrá-lo, mas recusa-se a explicar o porquê. Connor obrigado, enterra o medalhão na sepultura de Connor Davenport, falecido filho de Aquiles.
Armado com o conhecimento da localização do medalhão, Desmond recupera-o e usa-o para aceder às câmaras internas do templo, onde Juno lhe revela que, activando o pedestal, o mundo será salvo com o custo da sua vida. Antes de ele o fazer, Minerva aparece diante deles, pedindo que Desmond não o faça, pois isso irá libertar Juno, que foi selada para impedir que ela conquiste a Humanidade. Juno e Minerva explicam que se Desmond deixar acontecer a erupção solar catastrófica, ele e os seus amigos vão ser dos poucos sobreviventes num mundo pós-apocalíptico. Após a morte de Desmond, ele acabará por ser lembrado como um Deus cujo bem-intencionado legado será terrivelmente manipulado pelas futuras gerações, continuando o ciclo de tragédia e opressão. Desmond ignora o conselho de Minerva, e diz aos assassinos para deixarem o templo enquanto se prepara para lutar contra Juno. Depois de saírem, ativa o pedestal e cai no chão. A aurora mundial protege o planeta da erupção solar, resultando em perturbações electromagnéticas menores. Libertada, Juno elogia a escolha de Desmond e declara que, é hora de começar a parte dela.
No epílogo, Aquiles faleceu, e deixou como herança a Connor a propriedade Davenport. Depois de ver o último dos navios britânicos a deixar Boston, Connor vê um comerciante de escravos a vender os seus "produtos", um lembrete de que a liberdade por a qual ele tanto lutou e sacrificou ainda não foi conseguida. Connor regressa à sua aldeia apenas para descobrir um explorador sentado junto a uma fogueira, que diz que o povo de Connor foi para o oeste e que o Congresso recém-formado já vendeu a terra a um homem de Nova Iorque para liquidar as dívidas de guerra. Quando Connor lhe pergunta como isso pode ter acontecido, o homem diz-lhe porque apareceram impostos logo após a guerra, porque removê-los só serviria para retratar o recém-formado governo dos EUA como uma continuação do seu antecessor. O homem, então, chama os pais fundadores "homens inteligentes".

## Desenvolvimento

### Origens
A produção de Assassins Creed III começou quase imediatamente após o lançamento de Assassin's Creed II (2009) por uma equipe sênior de produtores da Ubisoft. Quando a Ubisoft revelou pela primeira vez Assassin's Creed: Brotherhood em 2010, como novos detalhes vieram à tona, houve alguma confusão dentro da comunidade de jogadores de saber se este seria Assassin's Creed III. De acordo com os produtores, Brotherhood não era Assassin's Creed III, e que o terceiro capítulo da série não iria ter um personagem já existente.
Produtores da Ubisoft Montreal afirmaram em entrevistas que Assassin's Creed III seria lançado eventualmente. Jean-François Boivin da Ubisoft afirmou que cada título numerado da série vai introduzir um novo protagonista e uma nova configuração.
Patrice Desilets, ex-diretor criativo da série, disse que "a série sempre foi planeada como uma trilogia." Também comentou sobre a história de Assassin's Creed III, dizendo que esta se vai se concentrar na demanda dos Assassinos de evitar o fim do mundo em 2012 e a sua corrida contra o tempo para encontrar templos e Maçãs do Éden construídos por "Aqueles que Vieram Antes". Desmond vai estar à procura de pistas sobre os locais desses templos, explorando memórias de um (ou mais) dos seus ancestrais.
Em Outubro de 2011 Alexandre Amacio, director criativo de Assassin's Creed: Revelations, anunciou que o próximo capítulo da série é para ser lançado antes de Dezembro de 2012, no entanto, o próprio Amacio não estaria na produção do jogo. Isto vem da ideia de que Desmond Miles, o protagonista principal da série, era para terminar a sua história antes de Dezembro de 2012. Amacio disse que os jogadores não deveriam ter que jogar um jogo futurista após o período de tempo em que ele estaria definido.

### Pré-anúncio
O jogo esteve em desenvolvimento durante três anos de acordo com Yves Guillemot. De acordo com os produtores, Brotherhood não era Assassins Creed III, e que o terceiro jogo não vai ter uma personagem já existente.
Em Fevereiro de 2012, a Ubisoft confirmou oficialmente a existência de Assassins Creed III, e a sua data de lançamento para 31 de Outubro de 2012. "Assassins Creed III é a próxima geração tanto da marca Assassin's Creed como do entretenimento interactivo/narrativa em geral." disse Guillemot. A Ubisoft afirmou também que a editora está investindo mais neste jogo do que em qualquer outro título anterior da série.

#### Fugas internas
A 29 de Fevereiro de 2012 uma imagem de promoção do jogo foi descoberta e lançada na internet gerando um consenso que provavelmente este irá decorrer na América do Norte durante o período da Revolução Americana. A imagem tem um nativo americano vestido com o manto branco dos Assassinos com um arco e flecha, um colar, um machado numa mão e uma pistola de pederneira na outra.
Ao mesmo tempo, a Ubisoft mencionou "um grande anúncio de Assassins Creed", em "apenas alguns dias de distância" via Facebook. Foto da página de capa também mostrava um cenário nevado e sombrio. Além disso a Game Informer confirmou novos detalhes através de um banner publicitário publicado no seu site. Imagens mostram o novo assassino ao lado do líder revolucionário americano George Washington.
Após os relatos, a Ubisoft lançou a arte da capa de Assassins Creed III a 1 de Março de 2012, o que confirma que o jogo se irá passar envolta da Revolução Americana. A empresa disse que vai anunciar "todos os detalhes" a 5 de Março, criando uma contagem decrescente no site oficial da série. Além disso a GameInformer revelou mais arte do novo personagem principal. Em 2 de Março, várias imagens foram lançadas na Internet antes da revelação oficial da Ubisoft e os detalhes do jogo surgiram pela primeira vez na Game Informer.

### Pós-anúncio
Assassins Creed III é a geração seguinte tanto da marca Assassin Creed como para o entretenimento interativo/narrativa em geral. Vamos empurrar o título muito porque é um produto fantástico que a equipa tem vindo a trabalhar há três anos. O que temos visto é simplesmente fabuloso.

Assassins Creed III foi apresentado oficialmente com um vídeo de estreia a 5 de Março de 2012. A Ubisoft descreveu o jogo como o "mais ambicioso" projeto na história da empresa, com o dobro da capacidade de produção de qualquer título anterior da Ubisoft. O jogo apresenta um novo motor, o Ubisoft-AnvilNext, para gráficos melhorados, modelos de personagens e de IA, permitindo campos de batalhas cheios de lutadores. Com esse motor a Ubisoft disse ainda que tem o objectivo de fazer Assassin's Creed III com a "aparência da próxima geração" na actual geração de consolas. Rob Cooper da Ubisoft Reino Unido afirmou que Assassin's Creed III é um bom jogo de começo para jogadores novos na série, disse também que o jogo irá aguentar-se bem contra os grandes lançamentos de 2012.
A 26 de março a Ubisoft recomendou que e versão PC do jogo seria melhor se for jogada com um controlador apesar de ser suportado por teclado e rato. Alex Hutchinson admitiu: "Estamos definitivamente a suportar o PC, ama-mos o PC mas pensamos num PC com um controlador. Não nos vemos a nós a investir muito numa configuração para rato e teclado. Penso que se quiserem jogar em PC e se querem jogar Assassin's Creed, tem de ter um controlador.
Na Electronic Entertainment Expo 2012, foram reveladas características extras para a versão Wii U do jogo. O jogador tem a habilidade de trocar de armas em andamento e o mapa está sempre visível no Wii U Gamepad. Foi anunciado também novidades para o multijogador. Foi dito que terá mais de 12 modos, um dos quais é o Domination, onde os jogadores terão de manter certos pontos no mapa. O jogador controlará o exército Britânico e o modo é "controlado" pelo Abstergo, como em jogos anteriores. As mecânicas do jogo são iguais à do modo para um jogador, assim o multijogador também terá stealth, ações furtivas, e matar pessoas de maneiras interessantes. Finalmente, assassinas femininas estarão incluídas.
A Ubisoft também revelou o aspecto naval do jogo. Toda a zona costeira Este é uma área explorável (como Nova Iorque, Boston e a Frontier), e terá as suas próprias missões, acção, eventos secundários e mapa. Nessa área Connor é capitão de um navio, e pode atacar navios inimigos.
A 4 de julho para promover Assassin's Creed III e comemorar o Dia da Independência dos Estados Unidos a Ubisoft lançou o vídeo "Rise".

### Dublagem
Em 30 de Março, durante o evento GameWorld 2012, a Ubisoft confirmou que Assassin's Creed III seria lançado com dublagem e legendas em português no mercado brasileiro a 11 de Dezembro de 2012. Segundo o diretor geral da Ubisoft no Brasil, Bertrand Chaverot, este é um momento importante para a empresa no Brasil, já que o mercado de videojogos está em grande expansão. Por problemas técnicos e de agenda, a dublagem não estava disponível no próprio game, sendo lançado como um DLC gratuito para Xbox 360 e PlayStation 3, e posteriormente para PC sem no entanto se conhecer os planos para Wii U.

## Música
A música de Assassin's Creed III foi escrita pelo compositor escocês Lorne Balfe que também já tinha escrito a banda sonora de Assassin's Creed: Revelations em colaboração com Jesper Kyd, habitual compositor da série Assassin's Creed. A banda sonora foi lançada em via digital a 30 de Outubro de 2012 e é a primeira da série que não conta com a participação de Jesper Kyd.
| N.º | Título                                      | Duração |  |
| 1.  | "Assassin's Creed III Main Theme"           | 3:06    |  |
| 2.  | "An Uncertain Present"                      | 2:10    |  |
| 3.  | "Escape in Style"                           | 2:15    |  |
| 4.  | "Welcome To Boston"                         | 2:34    |  |
| 5.  | "Freedom Fighter"                           | 2:16    |  |
| 6.  | "A Bitter Truth"                            | 1:36    |  |
| 7.  | "Through the Frontier"                      | 3:01    |  |
| 8.  | "Connor's Life"                             | 4:56    |  |
| 9.  | "Trouble in Town"                           | 2:25    |  |
| 10. | "Farewell"                                  | 1:05    |  |
| 11. | "HomeStead"                                 | 3:02    |  |
| 12. | "The Battle of Breed's Hill"                | 2:18    |  |
| 13. | "Speck of Dust"                             | 2:52    |  |
| 14. | "Modern Assassin"                           | 3:05    |  |
| 15. | "Desmond's Destiny"                         | 1:38    |  |
| 16. | "The Aquila"                                | 2:18    |  |
| 17. | "Fight Club"                                | 2:05    |  |
| 18. | "Eye of the Storm"                          | 2:07    |  |
| 19. | "Temple Secrets"                            | 1:41    |  |
| 20. | "Beer and Friends"                          | 1:10    |  |
| 21. | "Battle at Sea"                             | 4:01    |  |
| 22. | "Breaching the Walls"                       | 3:32    |  |
| 23. | "Wild Instincts"                            | 2:44    |  |
| 24. | "What Came Before"                          | 4:11    |  |
| 25. | "Assassin's Creed III Main Theme Variation" | 1:33    |  |

## Marketing
O vice-presidente sénior de vendas e marketing da Ubisoft, Tony Key, disse que a campanha de divulgação de Assassin's Creed III é a maior já feita pela empresa, quebrando recordes de vendas já na pré-venda. Em Março de 2012 foi lançado o Assassin's Creed Double Pack, contendo os dois primeiros jogos da série, tanto em mídia física quanto digital para os consolas Xbox 360 e PlayStation 3.
Após a revelação oficial, a Ubisoft anunciou alguns conteúdos bónus para os jogadores que fizessem pré-encomendas de Assassin's Creed III, oferecendo principalmente uma caixa em aço de edição limitada, apresentando desenhos do conhecido artista de banda desenhada Alex Ross. O pacote The Captain of the Aquila, que inclui o machado The Boarding Axe, e o uniforme The Captain of the Aquila; o pacote The Colonial Assassin, que inclui a arma Flintlock Escocesa, e o uniforme tradicional dos Assassinos Coloniais; e o pacote Redcoat Multiplayer, que inclui o uniforme redcoat, um emblema de cobra e uma relíquia chamada boneca médica para o modo multijogador. Nos EUA, a GameStop está a oferecer uma missão de campanha de um jogador Lost Mayan Ruins e a espada Sawtooth, a Best Buy oferece a missão Ghost of War e a arma Pontiac War Club, a Amazon oferece uma caixa em aço: a Steelbook Case.
A SCEE está a oferecer a versão digital do jogo via PlayStation Store. Com o nome "Gold Edition", a promoção inclui o jogo Assassin's Creed III, Assassin's Creed III: Liberation para a PlayStation Vita e a Assassin's Creed 3: Season Pass (a primeira da série). Outra versão da "Gold Edition" contém o jogo e a Assassin's Creed 3: Season Pass, mas não Liberation. Uma terceira versão inclui o jogo Liberation, mas sem a Assassin's Creed 3: Season Pass. Todas as versões incluem a missão extra A Dangerous Secret, disponível apenas com a Special Edition.
A companhia americana de tecnologia Nvidia, juntou a versão PC de Assassin's Creed III com o seu novo GeForce GTX 650 Ti que é construído com a arquitectura Kepler como outros da série de CPU Nvidia 600. De acordo com a Nvidia, Assassin's Creed III aproveita ao máximo a tecnologia TXAA.
A Ubisoft Austrália juntou uma edição "muito especial, muito limitada" de Assassin's Creed III para leiloar. Os lucros revetem a favor da Sydney Children's Hospital Foundation. Existem apenas dez edições destas em todo o mundo, sendo que oito são leiloadas a favor do Hospital de Crianças de Sydney em Randwick. Cada uma foi leiloada separadamente entre 30 de novembro e 17 de dezembro de 2012.

### Edições especiais

Conteúdo da Freedom Edition

Em março de 2012 a Ubisoft anunciou três edições de coleccionador de Assassin's Creed III, The Freedom, Join Or Die e a Special Edition, exclusivo para a Europa, Médio Oriente, África e Austrália. Em Junho de 2012, a Ubisoft anunciou outra edição de coleccionador de Assassin's Creed III, a UbiWorkshop Edition. A Ubisoft e a Sony criaram uma parceria para lançar o jogo juntamente com uma consola PlayStation 3, pacote que irá ser lançado no mesmo dia do jogo.
Assassin's Creed III também tem conteúdo exclusivo para a PlayStation 3, similar a Assassin's Creed: Brotherhood que desde o dia-um tinha incluído a missão Copernicus Conspiracy. O conteúdo, que dá um total de aproximadamente uma hora extra de jogo, chama-se Assassin's Creed III: Benedict Arnold e vai consistir em quatro missões, nas quais o protagonista, a pedido do General George Washington, infiltrado, vai tentar impedir o Major General Benedict Arnold de entregar West Point aos britânicos. Matt Turner, o guionista do jogo, diz que Benedict Arnold se tornou num "sinónimo para a palavra traidor", e que os eventos decorridos no DLC vão ser "tão precisos quanto os livros de história o permitam" e que algumas cenas "têm as palavras realmente ditas pelos personagens chave dos eventos em West Point, de acordo com os registos históricos do processo judicial."
| Conteúdos                                                               | Normal (consolas & PC)                        | "Special Edition" (Xbox 360, PS3 & PC) | "Join or Die Edition" (Xbox 360, PS3 & PC) | "Freedom Edition" (Xbox 360, PS3 & PC)                                          | "UbiWorkshop Edition" (Xbox 360, PS3 & PC)    | "Edição Limitada" (Xbox 360 & PS3) | Digital Deluxe Edition (PC) |
| ----------------------------------------------------------------------- | --------------------------------------------- | -------------------------------------- | ------------------------------------------ | ------------------------------------------------------------------------------- | --------------------------------------------- | ---------------------------------- | --------------------------- |
| Cópia do jogo                                                           | Sim                                           | Sim                                    | Sim                                        | Sim                                                                             | Sim                                           | Sim                                | Sim                         |
| Caixa exclusiva                                                         | Não                                           | Sim                                    | Sim                                        | Sim (Caixa em aço com arte desenhada pelo artista de banda desenhada Alex Ross) | Não                                           | Sim                                | Não                         |
| Bloco-notas de George Washington                                        | Não                                           | Não                                    | Sim                                        | Sim                                                                             | Não                                           | Não                                | Sim                         |
| Estátua de Connor                                                       | Não                                           | Não                                    | Não                                        | Não                                                                             | Não                                           | Sim                                | Não                         |
| Figura de Connor com 24 cm                                              | Não                                           | Não                                    | Não                                        | Sim                                                                             | Não                                           | Não                                | Não                         |
| Medalhão dos Assassinos de Connor                                       | Não                                           | Não                                    | Sim                                        | Não                                                                             | Não                                           | Não                                | Não                         |
| Bandeira colonial de 66,04 cm x 121,92 cm inspirada em Assassin's Creed | Não                                           | Não                                    | Não                                        | Não                                                                             | Não                                           | Sim                                | Não                         |
| Litografia exclusiva                                                    | Não                                           | Não                                    | Não                                        | Sim                                                                             | Não                                           | Não                                | Não                         |
| Fivela de metal de 7,62 cm x 8,26 cm com a insignia de Assassin's Creed | Não                                           | Não                                    | Não                                        | Não                                                                             | Não                                           | Sim                                | Não                         |
| Missões de campanha                                                     | Sim (4 missões exclusivas para PlayStation 3) | Sim (A Dangerous Secret)               | Sim (Ghost of War)                         | Sim (Ghost of War e Lost Mayan Ruins)                                           | Sim (4 missões exclusivas para PlayStation 3) | Sim (Lost Mayan Ruins)             | Sim (todas)                 |
| Pacotes multijogador                                                    | Não                                           | Não                                    | Sim (The Sharpshooter)                     | Sim (The Sharpshooter)                                                          | Não                                           | Não                                | Sim (todos)                 |
| Assassin's Creed Encyclopedia (2ª edição)                               | Não                                           | Não                                    | Não                                        | Não                                                                             | Sim                                           | Não                                | Não                         |
| Assassins's Creed: Subject 4                                            | Não                                           | Não                                    | Não                                        | Não                                                                             | Sim                                           | Não                                | Não                         |
| Bandas Sonoras de Jogos Anteriores                                      | Não                                           | Não                                    | Não                                        | Não                                                                             | Não                                           | Não                                | Sim                         |
| Gravuras Raras                                                          | Não                                           | Não                                    | Não                                        | Não                                                                             | Sim                                           | Não                                | Não                         |

### Lançamento
Assassin's Creed III foi lançado mundialmente para PlayStation 3 e Xbox 360, começando na América do Norte a 30 de Outubro de 2012 e no Brasil a 15 de Novembro de 2012, seguiu-se a versão Microsoft Windows a 20 de Novembro de 2012. Com a data de lançamento da Wii U confirmada, Assassin's Creed III foi editado simultaneamente com a consola, começando a 18 de Novembro de 2012 na América do Norte e a 30 de Novembro de 2012 na Europa. Assassin's Creed III teve uma classificação de "M" (Adulto) pela ESRB, "18+" pela PEGI e de "Z" (Maiores de 18 anos) pela CERO.[carece de fontes?]
A 14 de Novembro, o site holandês Entertainment Business deu a conhecer que alguns ladrões roubaram um camião que transportava uma remessa completa de lançamento de Assassin's Creed III para PC com destino à Bélgica, Holanda e Luxemburgo. A Ubisoft afirmou que esse acontecimento não iria afectar o lançamento do jogo nesses países. No entanto, os jogadores que fizeram a pré-reserva da edição Join or Die, foram afectados porque alegadamente esta edição não pode voltar a ser produzida. A Ubisoft pegou nos números de série e códigos de barras dos retalhistas dos jogos roubados e colocou-os numa lista negra impedindo-os de receber autenticação online.

### Conteúdo transferível
A 3 de Outubro de 2012, a Ubisoft revelou oficialmente a Season Pass. A Season Pass estará disponível seis meses depois do lançamento de Assassin's Creed III a £23.99/€29.99/$29.99 na PlayStation Network ou 2400 Pontos Microsoft na Xbox Live. Alternativamente, a Pass pode ser comprada na Best Buy ou na GameStop. Comprando a Season Pass dá acesso aos jogadores a cinco pacotes DLC, três dos quais com a história The Tyranny of King Washington, com 25% de poupança em cada uma, se fossem comprados separadamente. Para mais, os possuidores da Pass terão acesso ao conteúdo uma semana antes que os outros jogadores. Detalhes da disponibilidade da Pass para a versão Wii U ainda não foram revelados.
A 11 de Dezembro de 2012, o pacote "The Hidden Secrets" foi lançado para os jogadores que possuem a Season Pass na PlayStation 3, Xbox 360 e PC. A versão Wii U foi lançada em data posterior. O pacaote inclui três missões (The Lost Mayan Ruins, The Ghost of War e A Dangerous Secret), que desbloqueia a Sawtooth Cutless, Pontiac War Club e a Flintlock Musket respectivamente, dois fatos para a campanha (Captain of the Aquila e o Colonial Assassin) e dois personagens para o multijogador (Redcoat e Sharpshooter). Todo este conteúdo já tinha estado disponível como bónus de pré-reserva através de vários retalhistas, ou em diferentes edições do jogo. Também em Dezembro com o "The Hidden Secrets", foi anunciado o pacote "The Battle Hardened" que inclui novos mapas e personagens para o multijogador.
O sistema Uplay da Ubisoft dá melhorias em-jogo que podem ser trocadas por pontos que são dados enquanto se completa certa tarefas no jogo. As ofertas disponíveis são um "Tema Assassin's Creed III" (disponível para PlayStation 3, Xbox 360 e PC), "The Life Scratcher Pack" permite ao jogador aumentar a capacidade de munições e desbloqueia itens para usar no multijogador, "o fato de Ezio" de Assassin's Creed: Brotherhood e o "The Renegade Pack" que desbloqueia o fato Night Stalker e outros itens também para o multijogador.

#### The Tyranny of King Washington
Em The Tyranny of King Washington, o enredo desenrola-se em volta de uma história alternativa, onde George Washington anda em busca de poder e torna-se no "Rei da América", seguindo os eventos da Revolução Americana. Ao jogador é-lhe dada a tarefa de derrubar o ditador. A campanha está separada em três parcelas episódicas que ficaram disponíveis pós-lançamento.
A 24 de Janeiro de 2013, o primeiro episódio do DLC foi anunciado. Com o nome "The Infamy", a acção decorre em 1783 depois da Revolução Americana, Connor Kenway acorda de um perturbador sonho para descobrir que, apesar de todos os seus esforços para criar um novo país, um novo rei foi coroado - George Washington. "The Infamy" foi lançado a 19 de Fevereiro para Xbox 360 e PC e a 20 de Fevereiro para PlayStation 3.

## Recepção

### Recepção critica
Assassin's Creed III foi bem recebido pela crítica e as análises foram na sua maioria positivas, com os sites de críticas agregadas GameRankings e Metacritic a darem à versão PlayStation 3 88.20% e 87/100, e à versão Xbox 360 86.87% e 85/100, respectivamente. A maioria dos críticos elogiaram os gráficos, a história, o sistema de combate e o sistema de "Homestead". As críticas foram, sobretudo, sobre alguns erros encontrados, as demasiadas missões e objetivos secundários e que o jogo, além de fugir às suas raízes de "assassino", tornou-se também mais linear.
A primeira crítica a Assassin's Creed III veio da edição italiana da revista oficial Xbox, a Xbox Magazine Ufficiale deu ao jogo a nota perfeita de 10/10, elogiando os gráficos, os ambientes e o sistema de combate, chamando-o "uma absoluta obra-prima" e proclamou-o como um dos melhores jogos desta geração.
Uma das melhores críticas veio da Kotaku que conclui a sua análise dizendo que "Sim. Deve comprar este jogo" e diz que "É um dos melhores jogos do ano, um dos mais ousados desenvolvidos por um grande estúdio desta geração, e um dos mais bonitos de sempre a trabalhar em qualquer máquina" e que "tropeça em algumas falhas embaraçosas e algum design de jogo de maior envergadura, mas é excelente num número surpreendente de pequenas maneiras" e continua "Além disso, é o melhor simulador de trepador-de-árvores da história. Realmente, você vai apenas querer jogar Assassins Creed III só por causa das árvores."
A IGN deu ao jogo a pontuação de 8.5/10, dizendo "Consegue tanta coisa que tens mesmo de o respeitar, nenhum outro jogo em mundo-aberto nos deu um ambiente tão impressionante e tão cheio de coisas como este", no entanto disseram que "Nem tudo no jogo é convincente e as missões têm por vezes uma prescrição desnecessária acabando por prejudicar o sentido de liberdade que o resto do jogo se esforça tanto por criar." A GameSpot fez uma análise semelhante: "É preciso dar oportunidade ao seu inicio, à sua história, e aos seus personagens. Expande a jogabilidade em maneiras muito sensíveis. Como muitos jogos ambiciosos, nem todas as setas disparadas acertam no alvo, no entanto é fácil de entrar nesta grande, rica e narrativa sequela" e deu a pontuação de 8.5/10.
A Game Informer deu a pontuação 9.5/10 dizendo que "Assassin's Creed III dá tudo aquilo que a série prometeu, e dá um pouco mais para ficar equilibrado...A maior parte dos jogadores irão passar as seis primeiras horas a mergulhar as suas mentes em torno do profundo tamanho e na ambição do jogo."
A G4 sentiu que "Assassin's Creed III não é perfeito... Mas tem tanta história, tanto multijogador, e tanta coisa para fazer que os teus jogos de 10 horas irão ter vergonha de si próprios. Nesta economia, não consegues fazer melhor que Assassins Creed III." A G4 deu a pontuação perfeita de 5/5.
A GamesRadar deu a pontuação de 4 em 5 estrelas e diz que Assassin's Creed III tem como pontos fortes a fusão de novas zonas com ambientes citadinos familiares, o sistema de combate e que é um jogo muito fluido no seu todo. Apontou como pontos fracos o facto de existirem demasiados coleccionáveis e objectivos secundários, tem um andamento algo lento e as secções de Desmond são um pouco decepcionantes tendo em conta as expectativas.
A Eurogamer.pt deu a pontuação 9/10 e diz: "Resumindo, Assassin's Creed III é um jogo gigantesco, julgo que é também o melhor jogo da série até à data, ainda que em termos de personalidade comece a cansar...É também uma perfeita representação do que é um título "triplo A", que apesar de não ser brilhante em termos de design, é sempre colossal e competente nas suas várias dimensões."
A Joystiq deu a pontuação de 3.5 estrelas em 5. Foi particularmente critico com as muitas missões secundárias e com a falta de sentido assassino e stealth características da série: "Sim, existe muito para fazer em Assassin's Creed III para além de esfaquear, mas não é muito divertido. De facto, um dos maiores problemas do jogo é que, de essencial existe muito pouco...a única excepção é o combate naval apesar de não ser coerente com os costumes de assassino" e continua "É triste ver um jogo perder de vista os seus ideais assassinos em favor de explosões de bombas e pastoreio de porcos, sendo assim espero que este jogo seja apenas um tropeço momentâneo para a série recuperar de novo o seu equilíbrio. Aparem o excesso, lembrem-se do impulso central (dica: é com uma faca) e assim vão ter um grande jogo novamente. Assassin's Creed III é o tipo de jogo que é bom o suficiente para fazer com que você gostasse que fosse melhor."
Jose Otero da 1UP que diz que com Assassin's Creed III a "Ubisoft Montreal perdeu uma oportunidade de solucionar os grandes problemas da série" e continua perguntando "De que vale ter mais de 30 pontos de interesse num mapa quando a maior parte deles tem os mesmos erros de jogabilidade?" e que "Assassin's Creed III vive dentro do sucesso de Assassin's Creed II". Jose Otero também criticou muito a história que "puxa pouco para ser interessante" que é "incompreensiva" e que "representa o pior tipo de ficção histórica" do tipo "que demora demasiado tempo para realmente ir a algum lado."
Conrad Zimmerman da Destructoid deu a pontuação de 7.75/10 e comenta que o jogo "É um dos grandes títulos de 2012. Vasto como o ambiente selvagem Americano que retrata e capaz de te consumir umas boas horas só na sua campanha, é ambicioso, visualmente deslumbrante e cheio de coisas para fazer. Se muitas dessas coisas são ou não agradáveis depende do quanto você gosta de "trabalhos de ocupação". A NowGamer deu a pontuação de 7/10 e chama ao sistema de combate "desajeitado" e que "As missões principais estão por todo o lado, fazendo com que Connor mude de lugar muitas vezes, tornando-se difícil de entrar na história – que também não é ajudado pelo grande numero de ecrãs de loading" e conclui dizendo "é bizarro pensar que uma série que sempre se empenhou em nos dar mundos abertos tenha-se tornado tão afunilada e linear."
Apesar das análises positivas, muitos editores/analistas criticaram as missões do jogo. A análise do The Daily Telegraph diz que Assassin's Creed III tem "secções de stealth muito pobres" e "algumas péssimas sequências de perseguições". Outros críticos disseram que o jogo "tem demasiados vídeos" que "quebram muito a acção". Alguns também fizeram notar os problemas técnicos do jogo, a IGN afirma que "Assassin's Creed III é muitas vezes vitima da sua própria ambição tecnológica. Pop-in, quebras de frame e falhas gráficas ocasionais fazem parte da experiência", algo que a GameSpot também menciona na sua análise.

### Prémios
Depois da E3 em junho de 2012, Assassin's Creed III foi muito aclamado pela crítica recebendo diversos prémios: "Melhor Jogo de Ação" pela Digital Trends, "Os Melhores da E3" da Electric Playground, "Melhor Jogo do Evento" pela G4TV, "Melhor Multijogador" pela Game Chronicles, "Melhor Jogo de Ação" pela IGN, "Melhor Jogo do Evento" pela Newsarama, "Jogo Favorito dos Editores na E3" (Chris) pela PC Gamer, "Escolha dos Editores" pela Polygon, "Melhor do Evento" pela Pure Nintendo e por Game Informer.
Depois do lançamento, Assassin's Creed III foi nomeado para seis prémios nos Spike Video Game Awards de 2012: “Jogo do Ano”, “Melhor Jogo para Xbox 360”, “Melhor Jogo para PS3”, “Melhor Jogo de Acção/Aventura”, “Melhores Gráficos”, e “Personagem do Ano” (Connor). A Game Trailers deu-lhe o prémio “Melhor Jogo de Acção/Aventura de 2012”, e a Game Revolution o de “Jogo do Ano”. Para a D.I.C.E. Interactive Achievement Awards, Assassin's Creed III ganhou “Ilustre Realização em Animação” e foi nomeado para “Jogo de Aventura do Ano” e “Ilustre Realização em Som”. Assassin's Creed III também recebeu quatro nomeações nos Game Developer's Choice Awards para “Melhor Audio”, “Melhor Narrativa”, “Melhor Tecnologia” e “Jogo do Ano”.
| \| Ano \| prémio \| Categoria \| Beneficiário \| Resultado \| Ref. \| \| ---- \| ----------------------------------------- \| -------------------------------------------- \| ---------------------------------------------------------------------------------------------------------------------------------------------------------------------------------------------------------------------------- \| --------- \| ----------- \| \| 2012 \| 2012 Spike Video Game Awards \| Game of the Year \| Assassin's Creed III \| Indicado \| [127] \| \| 2012 \| 2012 Spike Video Game Awards \| Best Xbox 360 Game \| Assassin's Creed III \| Indicado \| [127] \| \| 2012 \| 2012 Spike Video Game Awards \| Best PS3 Game \| Assassin's Creed III \| Indicado \| [127] \| \| 2012 \| 2012 Spike Video Game Awards \| Best Action Adventure Game \| Assassin's Creed III \| Indicado \| [127] \| \| 2012 \| 2012 Spike Video Game Awards \| Best Graphics \| Assassin's Creed III \| Indicado \| [127] \| \| 2012 \| 2012 Spike Video Game Awards \| Character of the Year \| Connor Kenway \| Indicado \| [127] \| \| 2012 \| 4th Annual Inside Gaming Awards \| Best Environmental Design \| Assassin's Creed III \| Indicado \| [128] [129] \| \| 2012 \| 4th Annual Inside Gaming Awards \| Best Character Design \| Connor Kenway \| Indicado \| [128] [129] \| \| 2012 \| 4th Annual Inside Gaming Awards \| Gamers' Choice \| Assassin's Creed III \| Venceu \| [128] [129] \| \| 2013 \| 16th Annual D.I.C.E. Awards \| Adventure Game of the Year \| Assassin's Creed III \| Indicado \| [125] [124] \| \| 2013 \| 16th Annual D.I.C.E. Awards \| Outstanding Achievement in Animation \| Assassin's Creed III \| Venceu \| [125] [124] \| \| 2013 \| 16th Annual D.I.C.E. Awards \| Outstanding Achievement in Sound Design \| Assassin's Creed III \| Indicado \| [125] [124] \| \| 2013 \| 2013 Writers Guild of America Award \| Outstanding Achievement in Videogame Writing \| Alex Hutchinson, Corey May, Matt Turner (Story); Richard Farrese, Jeffrey Yohalem (Multiplayer Story); Corey May (Lead Scriptwriter); Nicholas Grimwood, Russell Lees, Matt Turner, Danny Wallace, Ceri Young (Scriptwriter) \| Indicado \| [130] [131] \| \| 2013 \| 9th British Academy Video Games Awards \| Audio Achievement \| Assassin's Creed III \| Indicado \| [132] \| \| 2013 \| 9th British Academy Video Games Awards \| Online – Multiplayer \| Assassin's Creed III \| Indicado \| [132] \| \| 2013 \| 9th British Academy Video Games Awards \| Original Music \| Assassin's Creed III \| Indicado \| [132] \| \| 2013 \| 9th British Academy Video Games Awards \| Performer \| Adrian Hough (Haytham Kenway) \| Indicado \| [132] \| \| 2013 \| 13th Annual Game Developers Choice Awards \| Best Audio \| Assassin's Creed III \| Indicado \| [133] \| \| 2013 \| 13th Annual Game Developers Choice Awards \| Best Technology \| Assassin's Creed III \| Indicado \| [133] \| |                                           |                                              | |           |                 |
| Ano | prémio                                    | Categoria                                    | Beneficiário | Resultado | Ref.            |
| 2012 | 2012 Spike Video Game Awards              | Game of the Year                             | Assassin's Creed III | Indicado  | [ 127 ]         |
| 2012 | 2012 Spike Video Game Awards              | Best Xbox 360 Game                           | Assassin's Creed III | Indicado  | [ 127 ]         |
| 2012 | 2012 Spike Video Game Awards              | Best PS3 Game                                | Assassin's Creed III | Indicado  | [ 127 ]         |
| 2012 | 2012 Spike Video Game Awards              | Best Action Adventure Game                   | Assassin's Creed III | Indicado  | [ 127 ]         |
| 2012 | 2012 Spike Video Game Awards              | Best Graphics                                | Assassin's Creed III | Indicado  | [ 127 ]         |
| 2012 | 2012 Spike Video Game Awards              | Character of the Year                        | Connor Kenway | Indicado  | [ 127 ]         |
| 2012 | 4th Annual Inside Gaming Awards           | Best Environmental Design                    | Assassin's Creed III | Indicado  | [ 128 ] [ 129 ] |
| 2012 | 4th Annual Inside Gaming Awards           | Best Character Design                        | Connor Kenway | Indicado  | [ 128 ] [ 129 ] |
| 2012 | 4th Annual Inside Gaming Awards           | Gamers' Choice                               | Assassin's Creed III | Venceu    | [ 128 ] [ 129 ] |
| 2013 | 16th Annual D.I.C.E. Awards               | Adventure Game of the Year                   | Assassin's Creed III | Indicado  | [ 125 ] [ 124 ] |
| 2013 | 16th Annual D.I.C.E. Awards               | Outstanding Achievement in Animation         | Assassin's Creed III | Venceu    | [ 125 ] [ 124 ] |
| 2013 | 16th Annual D.I.C.E. Awards               | Outstanding Achievement in Sound Design      | Assassin's Creed III | Indicado  | [ 125 ] [ 124 ] |
| 2013 | 2013 Writers Guild of America Award       | Outstanding Achievement in Videogame Writing | Alex Hutchinson, Corey May, Matt Turner (Story); Richard Farrese, Jeffrey Yohalem (Multiplayer Story); Corey May (Lead Scriptwriter); Nicholas Grimwood, Russell Lees, Matt Turner, Danny Wallace, Ceri Young (Scriptwriter) | Indicado  | [ 130 ] [ 131 ] |
| 2013 | 9th British Academy Video Games Awards    | Audio Achievement                            | Assassin's Creed III | Indicado  | [ 132 ]         |
| 2013 | 9th British Academy Video Games Awards    | Online – Multiplayer                         | Assassin's Creed III | Indicado  | [ 132 ]         |
| 2013 | 9th British Academy Video Games Awards    | Original Music                               | Assassin's Creed III | Indicado  | [ 132 ]         |
| 2013 | 9th British Academy Video Games Awards    | Performer                                    | Adrian Hough (Haytham Kenway) | Indicado  | [ 132 ]         |
| 2013 | 13th Annual Game Developers Choice Awards | Best Audio                                   | Assassin's Creed III | Indicado  | [ 133 ]         |
| 2013 | 13th Annual Game Developers Choice Awards | Best Technology                              | Assassin's Creed III | Indicado  | [ 133 ]         |

### Vendas
Em 30 de Março de 2012, a Ubisoft disse que nas três semanas desde que a campanha de pré-venda do jogo começou, já ultrapassou o total de números de pré-ordem norte-americanos de Assassin's Creed: Brotherhood e superou em dez vezes as pré-compras de Assassin's Creed: Revelations num nível comparável pelo mesmo período de tempo.
Em 25 de Outubro de 2012, a Ubisoft anunciou que Assassin's Creed III é o jogo com mais pré-reservas na história da empresa, mais do dobro das pré-encomendas para Revelations, o detentor do recorde anterior.
Assassin's Creed III foi o jogo mais vendido no Reino Unido durante a semana do seu lançamento, com as melhores vendas da série até à data. Foi o maior lançamento da história da Ubisoft e o segundo maior lançamento de qualquer jogo no Reino Unido em 2012 (atrás de FIFA 13). Duplicou as vendas da semana de lançamento de Assassin's Creed II, e bateu o recorde de 2011 de Assassin's Creed: Revelations com mais de 117,000 cópias.
A Ubisoft anunciou que as vendas de Assassin's Creed III durante a primeira semana terão sido à volta de 3.5 milhões, o que representa 100% de aumento anual sobre Revelations. Em Dezembro de 2012 a Ubisoft informou que o jogo já tinha vendido mais de 7 milhões de cópias. Em Maio de 2013, Assassin's Creed III já tinha vendido cerca de 12.5 milhões de unidades.

### Problemas técnicos
No dia de lançamento a Ubisoft disponibilizou uma actualização para Assassin's Creed III. Segundo o comunicado a actualização serve para "melhorar a experiência do jogador" e corrige alguns erros que vão desde problemas de câmara, "crashes", missões secundárias e "bugs". Umas semanas mais tarde a 15 de Novembro de 2012, a Ubisoft disponibilizou uma segunda actualização para lançar em todas as plataformas. Esta extensa actualização foi desenhada para corrigir muito erros que existem durante a campanha e para o multijogador, erros que afectam a experiência do jogador. Alguns dos problemas citados são estabilidade ambiental, problemas técnicos dos NPC, "crashes" ocasionais nas consolas, erros no som, etc.

## Controvérsia

### Alegações anti-britânicas e pró-americanas
Em Junho 2012 a Ubisoft, particularmente a sua subsidiária franco-canadiana a Ubisoft Montreal, teve de afastar crescentes acusações sobre preconceitos antibritânicos, após terem sido revelados vários vídeos e a imagem da capa do jogo que mostram vários casacas vermelhas britânicos a serem mortos. Um site descreveu o vídeo de '4 de Julho' como "xenofobismo Tea Party". O escritor Corey May defendeu os produtores e a Ubisoft das supostas alegações de discriminação e fanatismo. A controvérsia, no entanto, não abrandou porque o material de divulgação do jogo continuava a mostrar britânicos como o único inimigo, e publicações de videojogos que mostravam notícias que dizem que alguns vídeos dos EUA cortavam cenas que retratavam o protagonista a matar Patriotas.
A Ubisoft eventualmente decidiu que a Limited Edition do jogo não seria vendida na Europa nem no Reino Unido.
No entanto depois do lançamento do jogo, uma análise feita pela Official Xbox Magazine UK refere que "o aspecto mais forte de ACIII é que tem um tom moral mais maduro - não existe nada do antecipado "yay, América." Noutra análise feita pela Kotaku Austrália, o crítico faz notar que "editoras de grandes empresas de videojogos não são conhecidos pela sua subtileza ou complexidade do tema", continuando dizendo que "o marketing sempre sugeriu que a 'Ignição da Revolução' de ACIII, seria um jogo de jingoísmo interactivo; mas no entanto os seus produtores sempre disseram que não era. Os produtores foram os únicos a serem precisos."

### Representação da cidade de São Paulo
Uma das fases do jogo se passa no Brasil, em uma cidade que lembra São Paulo. Alguns fãs e jornalistas consideraram preconceituosa a maneira com que o país foi retratado no jogo, com vendedores ambulantes comercializando produtos falsificados, mulheres usando poucas roupas e diálogos com muitos palavrões e referências a pornografia. O diretor da Ubisoft no Brasil, Bertrand Chavero, se desculpou publicamente em nome do diretor-executivo da série Assassins's Creed, Sebastien Puel, no dia 30 de novembro de 2012 em um evento na própria cidade. Na ocasião, ele afirmou que "a missão foi feita rapidamente para agradecer o público brasileiro, mas foi feita com uma mentalidade 'gringa', que nem sempre é boa para a imagem do Brasil".

## Sequência
Em 4 de Março de 2013 a Ubisoft anunciou que o próximo jogo seria Assassin's Creed IV: Black Flag. Black Flag ocorre nas Caraíbas e conta a história do pirata Edward Kenway, avô de Ratonhnhaké:ton e pai de Haytham. Black Flag foi editado em Outubro de 2013 para as principais plataformas.